# ダリエン国立公園
ダリエン国立公園は、パナマのダリエン県にある、ユネスコの世界遺産にも登録されている国立公園である。コロンビアとの国境付近に広がっており、国境の向い側にはコロンビアの世界遺産であるロス・カティオス国立公園が広がっている。

## 概要
ダリエン県のサンタ・フェとサン・ミゲル湾の東側にある。1980年に国立公園が設定され、1983年には生物圏保護区に指定された。背景にあったのは、当時建設が進められていたパンアメリカンハイウェイの建設工事が、国境付近の環境の悪化につながることが懸念されたことである。国立公園が設定された結果、この縦断道路はパナマのヤビーサ付近で一度途切れることになった。

### 植物相
ダリエン国立公園には太平洋の海岸線やタカルクナ丘陵などの山岳地帯が含まれるため、マングローブ林、ヤシ林、多くの地域をしめる鬱蒼とした熱帯雨林など、多彩な植生が存在している。植物種は非常に多彩で、樹木の種類は300種以上、ラン科の植物は1000種以上生育している。

### 動物相
熱帯雨林は多くの動物たちの住み処になっている。中央アメリカと南アメリカを繋ぐ場所であるため、北から南下してきた動物たちと南から北上してきた動物たちが集まって、独特の動物相を形成している。国立公園内に生息している哺乳類には、世界最大の齧歯目であるカピバラをはじめ、ピューマ、オセロット、ノドチャミユビナマケモノ、セアカリスザル、ベアードバク、ヤブイヌ、アライグマ、パナマスベオアルマジロ、コロンビアクロクモザルの亜種のAteles fusciceps fusciceps、オオアリクイ、ジャガー、クチジロペッカリー、マーゲイ、ジャガランディ、ダリエンホリネズミ、パナマホソマウスオポッサムなどがいる。このほか、かつてはネコ科最大のパナマジャガーも棲息していたが、絶滅してしまったようである。
爬虫類は、メガネカイマン、グリーンイグアナなどが棲息している。鳥類は非常に多く、ハチドリ、オウギワシ、ヒワコンゴウインコ、オオホウカンチョウなど1000種以上の棲息が確認されている。

### 先住民文化
ダリエン国立公園内には、アメリカ先住民のチョコ人たちが、伝統的な文化を守って生活している。国立公園の設定は、自然環境保護の面だけで無く、彼らの文化の保持にも一役買っている。

## 登録基準
この世界遺産は世界遺産登録基準のうち、以下の条件を満たし、登録された（以下の基準は世界遺産センター公表の登録基準からの翻訳、引用である）。
- (7) ひときわすぐれた自然美及び美的な重要性をもつ最高の自然現象または地域を含むもの。
- (9) 陸上、淡水、沿岸および海洋生態系と動植物群集の進化と発達において進行しつつある重要な生態学的、生物学的プロセスを示す顕著な見本であるもの。
- (10) 生物多様性の本来的保全にとって、もっとも重要かつ意義深い自然生息地を含んでいるもの。これには科学上または保全上の観点から、すぐれて普遍的価値を持つ絶滅の恐れのある種の生息地などが含まれる。

## 観光
一帯はゲリラなどの存在によって治安が悪く、日本の外務省は渡航の是非を検討するよう危険情報を発している。